# Tours préliminaires de la coupe de Belgique de football 1955-1956
Navigation
Édition précédente Édition suivante
Les tours préliminaires de la coupe de Belgique de football 1955-1956 sont toutes les rencontres disputées dans le cadre de la Coupe de Belgique avant l'entrée en lice des équipes de première division. Ils se disputent en quatre tours, dont soixante-quatre équipes se qualifient pour la compétition proprement dite. Les trois premiers tours sont disputés uniquement par des équipes issues des séries provinciales, rejointes pour le quatrième tour par les soixante-quatre équipes de Promotion.
Au total, 538 clubs sont engagés dans la compétition et 490 rencontres sont disputées sur l'ensemble des quatre tours.

## Organisation de la compétition
Toutes les rencontres se jouent en un seul match, sur le terrain de la première équipe indiquée. En cas d'égalité à la fin des nonante minutes réglementaires, le principe d'une prolongation puis d'une éventuelle deuxième est supprimé pour les trois premiers ces tours préliminaires. Les deux équipes sont départagées au plus grand nombre de corners obtenus. Si elles sont toujours à égalité, le règlement dit: «...chaque équipe procède au botté de cinq penalties, par cinq joueurs différents, jusqu'au moment où l'une d'elles aura pris l'avantage. » 
À partir du quatrième tour, une prolongation de deux fois quinze minutes est disputée. Si les deux équipes sont toujours à égalité, elles sont départagées au nombre de corners et si l'égalité persiste, un tirage au sort (pile ou face) désigne le qualifié.
Les trois premiers tours sont joués « par province ».
Les équipes de Promotion commencent au 4etour. Comparativement au deux précédentes éditions, ce « Tour n°4 » ne fait plus l'objet d'une tirage intégrale à l'échelle nationale. Une réparation géographique est faire afin d'éviter de trop longs déplacements.

## Participants
Au total, 538 équipes prennent part aux quatre premiers tours préliminaires. Le nombre de participants par province du nombre de qualifiés se fait en fonction du nombre de clubs affiliés à l'URBSFA.
474 clubs sont sur la ligne de départ du « tour 1 ». 2 équipes sont exemptées (472 jouent une rencontre). Les 236+ les 2 exemptés sont rejoints par 16 formations (P1 Limbourg). Le « tour 2 » est donc disputé par 254 clubs. Pour le « tour 3 », les 127 qualifiés sont répartis en 63 rencontres, une équipe est exemptée. Les 64 dernières provinciaux restant jouent le tour 4 où entrent les 64 équipes de Promotion.
| Tours    | Dates                    | Equipes engagées | Nombre de matchs | Equipes qui débutent | Equipes exemptées |
| -------- | ------------------------ | ---------------- | ---------------- | -------------------- | ----------------- |
| 1er tour | lundi 15 août 1955       | 474              | 236              | 472                  | 2                 |
| 2e tour  | dimanche 21 août 1955    | 254              | 127              | 16                   | -                 |
| 3e tour  | dimanche 28 août 1955    | 127              | 63               | -                    | 1                 |
| 4e tour  | dimanche 16 octobre 1955 | 128              | 64               | 64                   | -                 |
| TOTAUX   |                          |                  | 490              | 552                  | 3                 |

| Provinces                                                                                               | 1er tour | 2e tour | 3e tour | places au 4e tour | Clubs de Promotion |
| --- | -------- | ------- | ------- | ----------------- | ------------------ |
| Province d'Anvers                                                                                       | 64       | 32      | 16      | 8                 | 14                 |
| Province de Brabant Région de Bruxelles-Capitale Province du Brabant flamand Province du Brabant wallon | 63       | 32      | 16      | 8                 | 8                  |
| Province de Flandre-Occidentale                                                                         | 60       | 30      | 15      | 8                 | 5                  |
| Province de Flandre-Orientale                                                                           | 64       | 32      | 16      | 8                 | 8                  |
| Province de Hainaut                                                                                     | 64       | 32      | 16      | 8                 | 5                  |
| Province de Liège                                                                                       | 63       | 32      | 16      | 8                 | 9                  |
| Province de Limbourg                                                                                    | 32       | 32      | 16      | 8                 | 8                  |
| Province de Luxembourg                                                                                  | 32       | 16      | 8       | 4                 | 3                  |
| Province de Namur                                                                                       | 32       | 16      | 8       | 4                 | 4                  |

## Mégende 3 premiers tours
Les résultats des trois premiers tours vous sont présentés « par province ».
|  | Clubs qualifiés pour le 2e tour |
|  | Clubs qualifiés pour le 3e tour |
|  | Clubs qualifiés pour le 4e tour |

- « Corners x-x » = qualification acquise en raison du plus grand nombre de corners (coups de coin) obtenus.
- « Pen. x-x »: qualification acquise après une séance de penalties (tirs au but).
- (p) : le chiffre derrière le « p » minuscule indique la division provinciale concernée.

En règle générale, les matchs débutent à 15h00.

## Résultats Province d'Anvers

### Premier tour
64 équipes engagées, soit 16  clubs de 1re Provinciale et 48 clubs de 2e Provinciale.
- 32 rencontres disputée le lundi 15 août 1955 à 15h00.

### Deuxième tour
32 équipes engagées, soit 11 clubs de 1re Provinciale et 21 clubs de 2e Provinciale.
- 16 rencontres disputées le dimanche 21 août 1955 à 15h00.

### Troisième tour
16 équipes engagées, soit 7 clubs de 1re Provinciale et 9 clubs de 2e Provinciale.
- 8 rencontres disputées le dimanche 28 août 1955 à 15h00.

## Résultats Province de Brabant

### Premier tour
63 équipes engagées, soit 16 clubs de 1re Provinciale et 47 clubs de 2e Provinciale.
- 31 rencontres disputées le lundi 15 août 1955 à 15h00.
- 1 club « bye » (RC Hoeilaert, car le club de Leeuwsche VV Zoutleeuw, promu depuis la 3e Provinciale, n’est pas inscrit en Coupe de Belgique).

### Deuxième tour
32 équipes engagées, soit 10 clubs de 1re Provinciale et 20 clubs de 2e Provinciale.
- 16 rencontres disputées le dimanche 21 août 1955 à 15h00.

### Troisième tour
16 équipes engagées, soit 5 clubs de 1re Provinciale et 11 clubs de 2e Provinciale.
- 8 rencontres disputées le dimanche 28 août 1955 à 15h00.
  - Le match T3-5 : « RC Waterloo-Schonnderbuken » est renseigné remis par les journaux de l'époque. Schoonderbuken Sport est qualifié pour le 4e tour (joué plus tard ? sanction ?)
  - Le match T03-7 (Avenir Lembbek-Hofstade) n'a pas pu aller à son terme à cause d'un violent orage. L'arbitre renvoie les acteurs aux vestiaires alors que le score est de « 3-0 » en faveur des visités. Réuni plus tard, le « Comité sportif » de la fédération entérine la qualification du K. FC Avenir Lembeek

## Résultats Province de Flandre occidentale

### Premier tour
60 équipes engagées, soit  16 clubs de 1re Provinciale, 16 clubs de 2e Provinciale et 28 clubs de 3e Provinciale.
- Au terme de la saison 1954-1955, la Comité Provincial (CP) de Flandre occidentale réorganise la hiérarchie de ses compétitions d’équipes « A », avec la disparition de la division appelée « Régionale » qui avait instaurée de manière transitoire pendant une saison. Dorénavant, sous les deux premiers niveaux revient la 3e Provinciale (en 3 séries') sous laquelle apparaît une 4e Provinciale (en 4 séries). Elle est la première province à se doter de quatre niveaux hiérarchiques.
- 30 rencontres disputées le lundi 15 août 1955 à 15h00.

### Deuxième tour
30 équipes engagées, soit 11 clubs de 1re Provinciale, 10 clubs de 2e Provinciale et 9 clubs de 3e Provinciale.
- 15 rencontres disputée dimanche 21 août 1955 à 15h00.

### Troisième tour
- 15 équipes engagées, soit 7 clubs de 1re Provinciale, 6 clubs de 2e Provinciale et 2 club de 3e Provinciale.
- 7 rencontres disputées le dimanche 28 août 1955 à 15h00.
- 1 club « bye » (Daring Blankenberge).

## Résultats Province de Flandre orientale

### Premier tour
64 équipes engagées, 16 clubs de 1re Provinciale et 48 clubs de 2e Provinciale.
- 32 rencontres disputées le lundi 15 août 1955 à 15h00.

### Deuxième tour
32 équipes engagées, 11 clubs de 1re Provinciale et 21 clubs de 2e Provinciale.
- 16 rencontres disputées dimanche 21 août 1955 à 15h00.

### Troisième tour
16 équipes engagées, sort 7 clubs de 1re Provinciale et 9 clubs de 1re Provinciale.
- 8 rencontres disputées le dimanche 28 août 1955 à 15h00.

## Résultats Province de Hainaut

### Premier tour
64 équipes engagées, soit 16 clubs de 1re Proviciuale et 48 clubs de 2e Provinciale.
- 32 rencontres disputées le lundi 15 août 1955 à 15h00.

### Deuxième tour
32 équipes engagées, soit 12 clubs de 1re Provinciale et 20 clubs de 2e Provinciale.
- 16 rencontres disputées dimanche 21 août 1955 à 15h00.

### Troisième tour
16 équipes engagées, soit 9 clubs de 1re Provinciale et 7 clubs de 1re Provinciale.
- 8 rencontres disputées le dimanche 28 août 1955 à 15h00.

## Résultats Province de Liège

### Premier tour
63 équipes engagées, , soit 16 clubs de 1re Provinciale et 47 clubs de 2e Provinciale.
- 31 rencontres disputées le lundi 15 août 1955 à 15h00.
- 1 club « bye ».

### Deuxième tour
32 équipes engagées, soit 11 clubs de 1re Provinciale et 21 clubs de 2e Provinciale.
- 16 rencontres disputées le dimanche 21 août 1955 à 15h00.

### Troisième tour
16 équipes engagées, soit 9 clubs de 1re Provinciale et 7 clubs de 2e Provinciale.
- 8 rencontres disputées le dimanche 28 août 1955 à 15h00.

## Résultats Province de Limbourg

### Premier tour
32 équipes engagées, , soit 32 clubs de 2e Provinciale.
- 32 rencontres disputées le lundi 15 août 1955 à 15h00.

### Deuxième tour
32 équipes engagées, soit les 16 clubs de 2e Provinciale qualifées sur Premier tour et les 16 clubs de Première provinciale limbourgeoise font leur entrée dans la compétition.
- 16 rencontres disputées le dimanche 21 août 1955 à 15h00.

### Troisième tour
16 équipes engagées, soit 14 clubs de 1re Provinciale et 2 clubs de 2e Provinciale.
- 8 rencontres disputée le dimanche 28 août 1955 à 15h00.

## Résultats Province de Luxembourg

### Premier tour
32 équipes engagées, , soit 16 clubs de 1re Provinciale et 16 clubs de 2e Provinciale.
- 16 rencontres disputées le lundi 15 août 1955 à 15h00.

### Deuxième tour
16 équipes engagées, soit 13 clubs de 1re Provinciale et 3 clubs de 2e Provinciale.
- 8 rencontres disputées le dimanche 21 août 1955 à 15h00.

### Troisième tour
8 équipes engagées, soit 6 clubs de 1re Provinciale et 2 clubs de 2e Provinciale.
- 4 rencontres disputées le dimanche 28 août 1955 à 15h00.

## Résultats Province de Namur

### Premier tour
32 équipes engagées, , soit 16 clubs de 1re Provinciale et 16 clubs de 2e Provinciale.
- 16 rencontres disputées  le lundi 15 août 1955 à 15h00.

### Deuxième tour
16 équipes engagées, soit 10 clubs de 1re Provinciale et 6 clubs de 2e Provinciale.
- 8 rencontres disputées le dimanche 21 août 1955 à 15h00.

### Troisième tour
8 équipes engagées, soit 5 clubs de 1re Provinciale et 3 clubs de 2e Provinciale.
- 4 rencontres disputées le dimanche 28 août 1955 à 15h00.

## Quatrième tour
Lors de ce quatrième tour, entrée en lice des 64 clubs évoluant dans les séries de Promotion. Contrairement aux deux éditions précédentes, la fédération belge ne procède plus procède à un « tirage au sort intégral ». À la demande des clubs des critères régionaux restent de mises afin d'éviter des déplacements trop longs déplacements. Par contre au sein d'un même « groupe géographique », le titrage est intégrale (aucune équipe protégée).
Les quatre groupes géographiques sont, selon les provinces de...
- Brabant & Hainaut + Grammont
- Province d'Anvers & Limbourg moins Rupel SK et Terhagen
- Liège & Lurxembourg & Namur
- Flandre occidentale & Flandre orientale + Rupel SK et Terhagen

Bien que ne comportant que 64 rencontres, ce stade de la compétition, le dernier des « tours préliminaires », est aussi, selon les sources, familièrement appelé les « 1/128e de finale » puisque les vainqueurs sont qualifiés pour les 1/64e de finale, auxquels entrent en lice les clubs des trois plus hautes divisions nationales.
Le tirage au sort du 4e tour est effectué le lundi 19 septembre 1955 au siège de la fédération à Bruxelles. Avant le tirage proprement dit, la « Commission de la Coupe de Belgique » précise que ce tour est joué comme les trois précédents, c'est-à-dire sans prolongation, avec départage au nombre de coups de coins puis de penalties si nécessaire. Il est annoncé que le 5e tour est fixé au 1er novembre 1955 et que son tirage au sort est planifié le 24 octobre à 18h30 au siège fédéral.

### Légende4etour
|  | Clubs des séries provinciales qualifiés pour le 5e tour (1/64e de finale) |
|  | Clubs de Promotion qualifiés pour le 5e tour (1/64e de finale)            |

- OT : ordre chronologique du tirage au sort
- « Corners x-x » = qualification acquise en raison du plus grand nombre de corners (coups de coin) obtenus.
- « Pen. x-x »: qualification acquise après une séance de « Penalties » (Tirs au but»).
- p - clubs provincial, le chiffre indique la division d'appartenance/
- Abréviations des provinces :

|     | Provinces                       |  |     | Provinces              |
| Anv | Province d'Anvers               |  | Hai | Province de Hainaut    |
| Bbr | Province de Brabant             |  | Liè | Province de Liège      |
| WVl | Province de Flandre-Occidentale |  | Lux | Province de Luxembourg |
| OVl | Province de Flandre-Orientale   |  | Nam | Province de Namur      |
| Lim | Province de Limbourg            |  |     |                        |

- 128 équipes engagées, soit 64 rencontres, planifiées le dimanche 16 octobre 1955 à 15h00.

Les groupes géographique sont présentés comme dans la presse de l'époque. Dans chaque « zone géographique, » les matchs sont listés dans un ordre décroissant en fonction des divisions: « Promotion contre Promotion », puis « Promotion conbtre P1 », etc. jusqu'à « P2 contre P2 ».

### Résultats - Groupe A
Province de Brabant et de Hainaut + le club du K. SK Geraardsbergen localisé en Flandre orientale.
- 15 rencontres disputées le dimanche 16 octobre 1955 à 15h00.
  - Deux surprises : une en faveur d'une « p1 » et l'autre de la part d'une « p2 ».

### Résultats - Groupe B
Provinces d'Anvers et de Limbourg moins les clubs anversois de Rupel SK et de V&V Terhagen
- 18 rencontres disputées le dimanche 16 octobre 1955 à 15h00.
  - Quatre Promotionnaires éliminés par un cercle de « p1 » et deux sortis par un club de « p2 » !

### Résultats - Groupe C
Provinces de Liège, de Luxembourg et Namur.
- 16 rencontres disputées le dimanche 16 octobre 1955 à 15h00.
  - Deux clubs de « Promotion » éliminés une équipe provinciale

### Résultats - Groupe D
Provinces de Flandre occidentale et de Flandre orientale avec les clubs anversois de Rupel SKet de V&V Terhagen
- 15 rencontres disputées le dimanche 16 octobre 1955 à 15h00.
  - Cinq cercles de « Promotion » évincés par des clubs provinciaux.

- Source principale des résultats: Archives journal Le Soir du 17/10/1955, mais aussi dans les éditions des 18 et 19 octobre 1955.

## Bilan des Tours préliminaires
| Provinces                                                                                               | Totaux | Maximum possible | Clubs provinciaux | Maximum possible | Clubs de Promotion |
| --- | ------ | ---------------- | ----------------- | ---------------- | ------------------ |
| Province d'Anvers                                                                                       | 13     | 22               | 5                 | 8                | 8 sur 14           |
| Province de Brabant Région de Bruxelles-Capitale Province du Brabant flamand Province du Brabant wallon | 7      | 16               | 1                 | 8                | 6 sur 8            |
| Province de Flandre-Occidentale                                                                         | 7      | 13               | 7                 | 8                | 0 sur 5            |
| Province de Flandre-Orientale                                                                           | 7      | 16               | 3                 | 8                | 4 sur 8            |
| Province de Hainaut                                                                                     | 7      | 13               | 5                 | 8                | 2 sur 5            |
| Province de Liège                                                                                       | 9      | 17               | 4                 | 8                | 5 sur 9            |
| Province de Limbourg                                                                                    | 7      | 16               | 3                 | 8                | 4 sur 8            |
| Province de Luxembourg                                                                                  | 3      | 7                | 0                 | 4                | 3 sur 3            |
| Province de Namur                                                                                       | 4      | 8                | 1                 | 4                | 3 sur 4            |

### Sources et liens externes
- Base de données du football belge
- Plusieurs résultats (notamment les égalités) sont renseignés d'après les archives du journal « Le Soir » consultables en ligne)